# Protocytheretta
Protocytheretta is een geslacht van kreeftachtigen uit de klasse van de Ostracoda (mosselkreeftjes).

## Soorten
- Protocytheretta ambifaria Krutak, 1971
- Protocytheretta calhounensis (Smith, 1941) Puri, 1958 †
- Protocytheretta choctawhatcheensis (Howe & Taylor in Howe, Hadley et al, 1935) Puri, 1958 †
- Protocytheretta edwardsi (Cushman, 1906)
- Protocytheretta gardneri (Smith, 1941) Puri, 1958 †
- Protocytheretta howei (Swain, 1946) Puri, 1958 †
- Protocytheretta inaequivalvis (Ulrich & Bassler, 1904) Forester, 1980 †
- Protocytheretta karlana (Howe & Pyeatt in Howe & Chambers, 1935) Puri, 1958 †
- Protocytheretta kticulata (Edwards, 1944) Cronin, 1992 †
- Protocytheretta litorea (Garbett & Maddocks in Maddocks & Iliffe, 1979) Cronin, 1986
- Protocytheretta louisianensis (Kontrovitz, 1976) Garbett & Maddocks, 1979
- Protocytheretta montezuma (Brady, 1869) Machain-Castillo, 1989
- Protocytheretta multicostata Whatley, Moguilevsky, Toy, Chadwick & Ramos, 1997
- Protocytheretta obtusa Ruggieri, 1962 †
- Protocytheretta pumicosa (Brady, 1866) Teeter, 1975
- Protocytheretta sahnii (Puri, 1952) Valentine, 1971 †